# 转移格
转移格 (缩写：transl)是一种格，表达名词状态的变化，即“变成...”。
芬兰语转移格后缀是-ksi，与存在格相对应，基础意义是状态的变化。也用于表达“以（一种语言说出）”“鉴于它是（状态）”“到（时间）”等等：
- pitkä“长”，venyi pitkäksi“（它）变长”
- englanti“英语”，En osaa sanoa tätä englanniksi“我不会把这个翻译成英语”
- pentu“幼兽”，Se on pennuksi iso“作为幼兽，它很大”
- musta aukko“黑洞”，(muuttui) mustaksi aukoksi“（变成）黑洞”
- kello kuusi“（在）6点”，kello kuudeksi“到6点”

爱沙尼亚语转移格后缀是-ks：
- pikk“长”，venis pikaks“（它）变长”
- must auk“黑洞”，(muutus/muundus) mustaks auguks“（变成）黑洞”
- kell kuus“（在）6点”，kella kuueks“到6点”

爱沙尼亚语中转移格还可以表达临时的随机状态。当主格结构指职业时，如olen koolis õpetaja“我是学校的老师”，用转移格的形式是olen koolis õpetajaks“我在学校当老师”，提示这是临时状态、说话者没被正式雇佣，或其他非永久性因素。
匈牙利语转移格后缀在元音后面是-vá / -vé，其他情况下与末辅音一致：
- só “盐”，Lót felesége sóvá változott“Lot的妻子变成了盐”
- fiú “男孩；儿子”，fiává fogad“成为某人的养子”
- bolond “蠢”，bolonddá tett engem“他开我玩笑”

## 阅读更多
- Karlsson, Fred. . London and New York: Routledge. 2018. ISBN 978-1-138-82104-0.
- Anhava, Jaakko. . journal.fi. Helsinki: Finnish Scholarly Journals Online. 2015.